# Too Much Lobster
Too Much Lobster è un cortometraggio muto del 1909 diretto da Lewin Fitzhamon.

## Trama
Dopo un pasto abbondante, un uomo si addormenta. Benché sia sposato, i suoi sogni sono popolati da splendide ragazze.

## Produzione
Il film fu prodotto dalla Hepworth.

## Distribuzione
Distribuito dalla Hepworth, il film - un cortometraggio di 89,1 metri - uscì nelle sale cinematografiche britanniche nel maggio 1909. L'Empire Film Company lo distribuì negli Stati Uniti il 17 luglio dello stesso anno, con il titolo Too Much Lobster for Supper.
Si conoscono pochi dati del film che, prodotto dalla Hepworth, fu distrutto nel 1924 dallo stesso produttore, Cecil M. Hepworth. Fallito, in gravissime difficoltà finanziarie, il produttore pensò in questo modo di poter almeno recuperare il nitrato d'argento della pellicola.